# Lista finalelor de simplu masculin de Grand Slam (Open Era)
Acestea sunt rezultatele tuturor finale de simplu masculin de Grand Slam din Open Era.

## Listă cronologică
☆ indică primul titlu major al jucătorului în Open Era.
| An   | Turneu                     | Campion                 | Finalist              | Scor       | Scor       | Scor       | Scor       | Scor       |
| An   | Turneu                     | Campion                 | Finalist              | Set 1      | Set 2      | Set 3      | Set 4      | Set 5      |
| ---- | -------------------------- | ----------------------- | --------------------- | ---------- | ---------- | ---------- | ---------- | ---------- |
| 1968 | French Open                | Ken Rosewall            | Rod Laver             | 6–3        | 6–1        | 2–6        | 6–2        |            |
| 1968 | Wimbledon                  | Rod Laver               | Tony Roche            | 6–3        | 6–4        | 6–2        |            |            |
| 1968 | US Open                    | Arthur Ashe☆            | Tom Okker†            | 14–12      | 5–7        | 6–3        | 3–6        | 6–3        |
| 1969 | Australian Open            | Rod Laver               | Andrés Gimeno         | 6–3        | 6–4        | 7–5        |            |            |
| 1969 | French Open                | Rod Laver               | Ken Rosewall          | 6–4        | 6–3        | 6–4        |            |            |
| 1969 | Wimbledon                  | Rod Laver               | John Newcombe         | 6–4        | 5–7        | 6–4        | 6–4        |            |
| 1969 | US Open                    | Rod Laver               | Tony Roche            | 7–9        | 6–1        | 6–2        | 6–2        |            |
| 1970 | Australian Open            | Arthur Ashe             | Richard Crealy†       | 6–4        | 9–7        | 6–2        |            |            |
| 1970 | French Open                | Jan Kodeš☆              | Željko Franulović†    | 6–2        | 6–4        | 6–0        |            |            |
| 1970 | Wimbledon                  | John Newcombe           | Ken Rosewall          | 5–7        | 6–3        | 6–2        | 3–6        | 6–1        |
| 1970 | US Open                    | Ken Rosewall            | Tony Roche            | 2–6        | 6–4        | 7–6(5–2)   | 6–3        |            |
| 1971 | Australian Open            | Ken Rosewall            | Arthur Ashe           | 6–1        | 7–5        | 6–3        |            |            |
| 1971 | French Open                | Jan Kodeš               | Ilie Năstase          | 8–6        | 6–2        | 2–6        | 7–5        |            |
| 1971 | Wimbledon                  | John Newcombe           | Stan Smith            | 6–3        | 5–7        | 2–6        | 6–4        | 6–4        |
| 1971 | US Open                    | Stan Smith☆             | Jan Kodeš             | 3–6        | 6–3        | 6–2        | 7–6(5–3)   |            |
| 1972 | Australian Open            | Ken Rosewall            | Mal Anderson          | 7–6(7–2)   | 6–3        | 7–5        |            |            |
| 1972 | French Open                | Andrés Gimeno☆‡         | Patrick Proisy†       | 4–6        | 6–3        | 6–1        | 6–1        |            |
| 1972 | Wimbledon                  | Stan Smith              | Ilie Năstase          | 4–6        | 6–3        | 6–3        | 4–6        | 7–5        |
| 1972 | US Open                    | Ilie Năstase☆           | Arthur Ashe           | 3–6        | 6–3        | 6–7(1–5)   | 6–4        | 6–3        |
| 1973 | Australian Open            | John Newcombe           | Onny Parun†           | 6–3        | 6–7        | 7–5        | 6–1        |            |
| 1973 | French Open                | Ilie Năstase            | Nikola Pilić†         | 6–3        | 6–3        | 6–0        |            |            |
| 1973 | Wimbledon                  | Jan Kodeš               | Alex Metreveli†       | 6–1        | 9–8(7–5)   | 6–3        |            |            |
| 1973 | US Open                    | John Newcombe           | Jan Kodeš             | 6–4        | 1–6        | 4–6        | 6–2        | 6–3        |
| 1974 | Australian Open            | Jimmy Connors☆          | Phil Dent†            | 7–6(9–7)   | 6–4        | 4–6        | 6–3        |            |
| 1974 | French Open                | Björn Borg☆             | Manuel Orantes        | 2–6        | 6–7(4–7)   | 6–0        | 6–1        | 6–1        |
| 1974 | Wimbledon                  | Jimmy Connors           | Ken Rosewall          | 6–1        | 6–1        | 6–4        |            |            |
| 1974 | US Open                    | Jimmy Connors           | Ken Rosewall          | 6–1        | 6–0        | 6–1        |            |            |
| 1975 | Australian Open            | John Newcombe           | Jimmy Connors         | 7–5        | 3–6        | 6–4        | 7–6(9–7)   |            |
| 1975 | French Open                | Björn Borg              | Guillermo Vilas       | 6–2        | 6–3        | 6–4        |            |            |
| 1975 | Wimbledon                  | Arthur Ashe             | Jimmy Connors         | 6–1        | 6–1        | 5–7        | 6–4        |            |
| 1975 | US Open                    | Manuel Orantes☆‡        | Jimmy Connors         | 6–4        | 6–3        | 6–3        |            |            |
| 1976 | Australian Open            | Mark Edmondson☆†‡       | John Newcombe         | 6–7        | 6–3        | 7–6        | 6–1        |            |
| 1976 | French Open                | Adriano Panatta☆†‡      | Harold Solomon†       | 6–1        | 6–4        | 4–6        | 7–6(7–3)   |            |
| 1976 | Wimbledon                  | Björn Borg              | Ilie Năstase          | 6–4        | 6–2        | 9–7        |            |            |
| 1976 | US Open                    | Jimmy Connors           | Björn Borg            | 6–4        | 3–6        | 7–6(11–9)  | 6–4        |            |
| 1977 | Australian Open (January)  | Roscoe Tanner☆‡         | Guillermo Vilas       | 6–3        | 6–3        | 6–3        |            |            |
| 1977 | French Open                | Guillermo Vilas☆        | Brian Gottfried†      | 6–0        | 6–3        | 6–0        |            |            |
| 1977 | Wimbledon                  | Björn Borg              | Jimmy Connors         | 3–6        | 6–2        | 6–1        | 5–7        | 6–4        |
| 1977 | US Open                    | Guillermo Vilas         | Jimmy Connors         | 2–6        | 6–3        | 7–6(7–4)   | 6–0        |            |
| 1977 | Australian Open (December) | Vitas Gerulaitis☆‡      | John Lloyd†           | 6–3        | 7–6        | 5–7        | 3–6        | 6–2        |
| 1978 | French Open                | Björn Borg              | Guillermo Vilas       | 6–1        | 6–1        | 6–3        |            |            |
| 1978 | Wimbledon                  | Björn Borg              | Jimmy Connors         | 6–2        | 6–2        | 6–3        |            |            |
| 1978 | US Open                    | Jimmy Connors           | Björn Borg            | 6–4        | 6–2        | 6–2        |            |            |
| 1978 | Australian Open            | Guillermo Vilas         | John Marks†           | 6–4        | 6–4        | 3–6        | 6–3        |            |
| 1979 | French Open                | Björn Borg              | Víctor Pecci†         | 6–3        | 6–1        | 6–7(6–8)   | 6–4        |            |
| 1979 | Wimbledon                  | Björn Borg              | Roscoe Tanner         | 6–7(4–7)   | 6–1        | 3–6        | 6–3        | 6–4        |
| 1979 | US Open                    | John McEnroe☆           | Vitas Gerulaitis      | 7–5        | 6–3        | 6–3        |            |            |
| 1979 | Australian Open            | Guillermo Vilas         | John Sadri†           | 7–6(7–4)   | 6–3        | 6–2        |            |            |
| 1980 | French Open                | Björn Borg              | Vitas Gerulaitis      | 6–4        | 6–1        | 6–2        |            |            |
| 1980 | Wimbledon                  | Björn Borg              | John McEnroe          | 1–6        | 7–5        | 6–3        | 6–7(16–18) | 8–6        |
| 1980 | US Open                    | John McEnroe            | Björn Borg            | 7–6(7–4)   | 6–1        | 6–7(5–7)   | 5–7        | 6–4        |
| 1980 | Australian Open            | Brian Teacher☆†‡        | Kim Warwick†          | 7–5        | 7–6(7–4)   | 6–2        |            |            |
| 1981 | French Open                | Björn Borg              | Ivan Lendl            | 6–1        | 4–6        | 6–2        | 3–6        | 6–1        |
| 1981 | Wimbledon                  | John McEnroe            | Björn Borg            | 4–6        | 7–6(7–1)   | 7–6(7–4)   | 6–4        |            |
| 1981 | US Open                    | John McEnroe            | Björn Borg            | 4–6        | 6–2        | 6–4        | 6–3        |            |
| 1981 | Australian Open            | Johan Kriek☆            | Steve Denton          | 6–2        | 7–6(7–1)   | 6–7(1–7)   | 6–4        |            |
| 1982 | French Open                | Mats Wilander☆          | Guillermo Vilas       | 1–6        | 7–6(8–6)   | 6–0        | 6–4        |            |
| 1982 | Wimbledon                  | Jimmy Connors           | John McEnroe          | 3–6        | 6–3        | 6–7(2–7)   | 7–6(7–5)   | 6–4        |
| 1982 | US Open                    | Jimmy Connors           | Ivan Lendl            | 6–3        | 6–2        | 4–6        | 6–4        |            |
| 1982 | Australian Open            | Johan Kriek             | Steve Denton          | 6–3        | 6–3        | 6–2        |            |            |
| 1983 | French Open                | Yannick Noah☆†‡         | Mats Wilander         | 6–2        | 7–5        | 7–6(7–3)   |            |            |
| 1983 | Wimbledon                  | John McEnroe            | Chris Lewis†          | 6–2        | 6–2        | 6–2        |            |            |
| 1983 | US Open                    | Jimmy Connors           | Ivan Lendl            | 6–3        | 6–7(2–7)   | 7–5        | 6–0        |            |
| 1983 | Australian Open            | Mats Wilander           | Ivan Lendl            | 6–1        | 6–4        | 6–4        |            |            |
| 1984 | French Open                | Ivan Lendl☆             | John McEnroe          | 3–6        | 2–6        | 6–4        | 7–5        | 7–5        |
| 1984 | Wimbledon                  | John McEnroe            | Jimmy Connors         | 6–1        | 6–1        | 6–2        |            |            |
| 1984 | US Open                    | John McEnroe            | Ivan Lendl            | 6–3        | 6–4        | 6–1        |            |            |
| 1984 | Australian Open            | Mats Wilander           | Kevin Curren          | 6–7(5–7)   | 6–4        | 7–6(7–3)   | 6–2        |            |
| 1985 | French Open                | Mats Wilander           | Ivan Lendl            | 3–6        | 6–4        | 6–2        | 6–2        |            |
| 1985 | Wimbledon                  | Boris Becker☆           | Kevin Curren          | 6–3        | 6–7(4–7)   | 7–6(7–3)   | 6–4        |            |
| 1985 | US Open                    | Ivan Lendl              | John McEnroe          | 7–6(7–1)   | 6–3        | 6–4        |            |            |
| 1985 | Australian Open            | Stefan Edberg☆          | Mats Wilander         | 6–4        | 6–3        | 6–3        |            |            |
| 1986 | French Open                | Ivan Lendl              | Mikael Pernfors†      | 6–3        | 6–2        | 6–4        |            |            |
| 1986 | Wimbledon                  | Boris Becker            | Ivan Lendl            | 6–4        | 6–3        | 7–5        |            |            |
| 1986 | US Open                    | Ivan Lendl              | Miloslav Mečíř        | 6–4        | 6–2        | 6–0        |            |            |
| 1987 | Australian Open            | Stefan Edberg           | Pat Cash              | 6–3        | 6–4        | 3–6        | 5–7        | 6–3        |
| 1987 | French Open                | Ivan Lendl              | Mats Wilander         | 7–5        | 6–2        | 3–6        | 7–6(7–3)   |            |
| 1987 | Wimbledon                  | Pat Cash☆‡              | Ivan Lendl            | 7–6(7–5)   | 6–2        | 7–5        |            |            |
| 1987 | US Open                    | Ivan Lendl              | Mats Wilander         | 6–7(7–9)   | 6–0        | 7–6(7–4)   | 6–4        |            |
| 1988 | Australian Open            | Mats Wilander           | Pat Cash              | 6–3        | 6–7(3–7)   | 3–6        | 6–1        | 8–6        |
| 1988 | French Open                | Mats Wilander           | Henri Leconte†        | 7–5        | 6–2        | 6–1        |            |            |
| 1988 | Wimbledon                  | Stefan Edberg           | Boris Becker          | 4–6        | 7–6(7–2)   | 6–4        | 6–2        |            |
| 1988 | US Open                    | Mats Wilander           | Ivan Lendl            | 6–4        | 4–6        | 6–3        | 5–7        | 6–4        |
| 1989 | Australian Open            | Ivan Lendl              | Miloslav Mečíř        | 6–2        | 6–2        | 6–2        |            |            |
| 1989 | French Open                | Michael Chang☆‡         | Stefan Edberg         | 6–1        | 3–6        | 4–6        | 6–4        | 6–2        |
| 1989 | Wimbledon                  | Boris Becker            | Stefan Edberg         | 6–0        | 7–6(7–1)   | 6–4        |            |            |
| 1989 | US Open                    | Boris Becker            | Ivan Lendl            | 7–6(7–2)   | 1–6        | 6–3        | 7–6(7–4)   |            |
| 1990 | Australian Open            | Ivan Lendl              | Stefan Edberg         | 4–6        | 7–6(7–3)   | 5–2 ret.   |            |            |
| 1990 | French Open                | Andrés Gómez☆†‡         | Andre Agassi          | 6–3        | 2–6        | 6–4        | 6–4        |            |
| 1990 | Wimbledon                  | Stefan Edberg           | Boris Becker          | 6–2        | 6–2        | 3–6        | 3–6        | 6–4        |
| 1990 | US Open                    | Pete Sampras☆           | Andre Agassi          | 6–4        | 6–3        | 6–2        |            |            |
| 1991 | Australian Open            | Boris Becker            | Ivan Lendl            | 1–6        | 6–4        | 6–4        | 6–4        |            |
| 1991 | French Open                | Jim Courier☆            | Andre Agassi          | 3–6        | 6–4        | 2–6        | 6–1        | 6–4        |
| 1991 | Wimbledon                  | Michael Stich☆‡         | Boris Becker          | 6–4        | 7–6(7–4)   | 6–4        |            |            |
| 1991 | US Open                    | Stefan Edberg           | Jim Courier           | 6–2        | 6–4        | 6–0        |            |            |
| 1992 | Australian Open            | Jim Courier             | Stefan Edberg         | 6–3        | 3–6        | 6–4        | 6–2        |            |
| 1992 | French Open                | Jim Courier             | Petr Korda            | 7–5        | 6–2        | 6–1        |            |            |
| 1992 | Wimbledon                  | Andre Agassi☆           | Goran Ivanišević      | 6–7(8–10)  | 6–4        | 6–4        | 1–6        | 6–4        |
| 1992 | US Open                    | Stefan Edberg           | Pete Sampras          | 3–6        | 6–4        | 7–6(7–5)   | 6–2        |            |
| 1993 | Australian Open            | Jim Courier             | Stefan Edberg         | 6–2        | 6–1        | 2–6        | 7–5        |            |
| 1993 | French Open                | Sergi Bruguera☆         | Jim Courier           | 6–4        | 2–6        | 6–2        | 3–6        | 6–3        |
| 1993 | Wimbledon                  | Pete Sampras            | Jim Courier           | 7–6(7–3)   | 7–6(8–6)   | 3–6        | 6–3        |            |
| 1993 | US Open                    | Pete Sampras            | Cédric Pioline        | 6–4        | 6–4        | 6–3        |            |            |
| 1994 | Australian Open            | Pete Sampras            | Todd Martin           | 7–6(7–4)   | 6–4        | 6–4        |            |            |
| 1994 | French Open                | Sergi Bruguera          | Alberto Berasategui†  | 6–3        | 7–5        | 2–6        | 6–1        |            |
| 1994 | Wimbledon                  | Pete Sampras            | Goran Ivanišević      | 7–6(7–2)   | 7–6(7–5)   | 6–0        |            |            |
| 1994 | US Open                    | Andre Agassi            | Michael Stich         | 6–1        | 7–6(7–5)   | 7–5        |            |            |
| 1995 | Australian Open            | Andre Agassi            | Pete Sampras          | 4–6        | 6–1        | 7–6(8–6)   | 6–4        |            |
| 1995 | French Open                | Thomas Muster☆†‡        | Michael Chang         | 7–5        | 6–2        | 6–4        |            |            |
| 1995 | Wimbledon                  | Pete Sampras            | Boris Becker          | 6–7(5–7)   | 6–2        | 6–4        | 6–2        |            |
| 1995 | US Open                    | Pete Sampras            | Andre Agassi          | 6–4        | 6–3        | 4–6        | 7–5        |            |
| 1996 | Australian Open            | Boris Becker            | Michael Chang         | 6–2        | 6–4        | 2–6        | 6–2        |            |
| 1996 | French Open                | Yevgeny Kafelnikov☆     | Michael Stich         | 7–6(7–4)   | 7–5        | 7–6(7–4)   |            |            |
| 1996 | Wimbledon                  | Richard Krajicek☆†‡     | MaliVai Washington†   | 6–3        | 6–4        | 6–3        |            |            |
| 1996 | US Open                    | Pete Sampras            | Michael Chang         | 6–1        | 6–4        | 7–6(7–3)   |            |            |
| 1997 | Australian Open            | Pete Sampras            | Carlos Moyá           | 6–2        | 6–3        | 6–3        |            |            |
| 1997 | French Open                | Gustavo Kuerten☆        | Sergi Bruguera        | 6–3        | 6–4        | 6–2        |            |            |
| 1997 | Wimbledon                  | Pete Sampras            | Cédric Pioline        | 6–4        | 6–2        | 6–4        |            |            |
| 1997 | US Open                    | Patrick Rafter☆         | Greg Rusedski†        | 6–3        | 6–2        | 4–6        | 7–5        |            |
| 1998 | Australian Open            | Petr Korda☆‡            | Marcelo Ríos†         | 6–2        | 6–2        | 6–2        |            |            |
| 1998 | French Open                | Carlos Moyá☆‡           | Àlex Corretja         | 6–3        | 7–5        | 6–3        |            |            |
| 1998 | Wimbledon                  | Pete Sampras            | Goran Ivanišević      | 6–7(2–7)   | 7–6(11–9)  | 6–4        | 3–6        | 6–2        |
| 1998 | US Open                    | Patrick Rafter          | Mark Philippoussis    | 6–3        | 3–6        | 6–2        | 6–0        |            |
| 1999 | Australian Open            | Yevgeny Kafelnikov      | Thomas Enqvist†       | 4–6        | 6–0        | 6–3        | 7–6(7–1)   |            |
| 1999 | French Open                | Andre Agassi            | Andrei Medvedev†      | 1–6        | 2–6        | 6–4        | 6–3        | 6–4        |
| 1999 | Wimbledon                  | Pete Sampras            | Andre Agassi          | 6–3        | 6–4        | 7–5        |            |            |
| 1999 | US Open                    | Andre Agassi            | Todd Martin           | 6–4        | 6–7(5–7)   | 6–7(2–7)   | 6–3        | 6–2        |
| 2000 | Australian Open            | Andre Agassi            | Yevgeny Kafelnikov    | 3–6        | 6–3        | 6–2        | 6–4        |            |
| 2000 | French Open                | Gustavo Kuerten         | Magnus Norman†        | 6–2        | 6–3        | 2–6        | 7–6(8–6)   |            |
| 2000 | Wimbledon                  | Pete Sampras            | Patrick Rafter        | 6–7(10–12) | 7–6(7–5)   | 6–4        | 6–2        |            |
| 2000 | US Open                    | Marat Safin☆            | Pete Sampras          | 6–4        | 6–3        | 6–3        |            |            |
| 2001 | Australian Open            | Andre Agassi            | Arnaud Clément†       | 6–4        | 6–2        | 6–2        |            |            |
| 2001 | French Open                | Gustavo Kuerten         | Àlex Corretja         | 6–7(3–7)   | 7–5        | 6–2        | 6–0        |            |
| 2001 | Wimbledon                  | Goran Ivanišević☆‡      | Patrick Rafter        | 6–3        | 3–6        | 6–3        | 2–6        | 9–7        |
| 2001 | US Open                    | Lleyton Hewitt☆         | Pete Sampras          | 7–6(7–4)   | 6–1        | 6–1        |            |            |
| 2002 | Australian Open            | Thomas Johansson☆†‡     | Marat Safin           | 3–6        | 6–4        | 6–4        | 7–6(7–4)   |            |
| 2002 | French Open                | Albert Costa☆†‡         | Juan Carlos Ferrero   | 6–1        | 6–0        | 4–6        | 6–3        |            |
| 2002 | Wimbledon                  | Lleyton Hewitt          | David Nalbandian†     | 6–1        | 6–3        | 6–2        |            |            |
| 2002 | US Open                    | Pete Sampras            | Andre Agassi          | 6–3        | 6–4        | 5–7        | 6–4        |            |
| 2003 | Australian Open            | Andre Agassi            | Rainer Schüttler†     | 6–2        | 6–2        | 6–1        |            |            |
| 2003 | French Open                | Juan Carlos Ferrero☆‡   | Martin Verkerk†       | 6–1        | 6–3        | 6–2        |            |            |
| 2003 | Wimbledon                  | Roger Federer☆          | Mark Philippoussis    | 7–6(7–5)   | 6–2        | 7–6(7–3)   |            |            |
| 2003 | US Open                    | Andy Roddick☆‡          | Juan Carlos Ferrero   | 6–3        | 7–6(7–2)   | 6–3        |            |            |
| 2004 | Australian Open            | Roger Federer           | Marat Safin           | 7–6(7–3)   | 6–4        | 6–2        |            |            |
| 2004 | French Open                | Gastón Gaudio☆†‡        | Guillermo Coria†      | 0–6        | 3–6        | 6–4        | 6–1        | 8–6        |
| 2004 | Wimbledon                  | Roger Federer           | Andy Roddick          | 4–6        | 7–5        | 7–6(7–3)   | 6–3        |            |
| 2004 | US Open                    | Roger Federer           | Lleyton Hewitt        | 6–0        | 7–6(7–3)   | 6–0        |            |            |
| 2005 | Australian Open            | Marat Safin             | Lleyton Hewitt        | 1–6        | 6–3        | 6–4        | 6–4        |            |
| 2005 | French Open                | Rafael Nadal☆           | Mariano Puerta†       | 6–7(6–8)   | 6–3        | 6–1        | 7–5        |            |
| 2005 | Wimbledon                  | Roger Federer           | Andy Roddick          | 6–2        | 7–6(7–2)   | 6–4        |            |            |
| 2005 | US Open                    | Roger Federer           | Andre Agassi          | 6–3        | 2–6        | 7–6(7–1)   | 6–1        |            |
| 2006 | Australian Open            | Roger Federer           | Marcos Baghdatis†     | 5–7        | 7–5        | 6–0        | 6–2        |            |
| 2006 | French Open                | Rafael Nadal            | Roger Federer         | 1–6        | 6–1        | 6–4        | 7–6(7–4)   |            |
| 2006 | Wimbledon                  | Roger Federer           | Rafael Nadal          | 6–0        | 7–6(7–5)   | 6–7(7–9)   | 6–3        |            |
| 2006 | US Open                    | Roger Federer           | Andy Roddick          | 6–2        | 4–6        | 7–5        | 6–1        |            |
| 2007 | Australian Open            | Roger Federer           | Fernando González†    | 7–6(7–2)   | 6–4        | 6–4        |            |            |
| 2007 | French Open                | Rafael Nadal            | Roger Federer         | 6–3        | 4–6        | 6–3        | 6–4        |            |
| 2007 | Wimbledon                  | Roger Federer           | Rafael Nadal          | 7–6(9–7)   | 4–6        | 7–6(7–3)   | 2–6        | 6–2        |
| 2007 | US Open                    | Roger Federer           | Novak Djokovic        | 7–6(7–4)   | 7–6(7–2)   | 6–4        |            |            |
| 2008 | Australian Open            | Novak Djokovic☆         | Jo-Wilfried Tsonga†   | 4–6        | 6–4        | 6–3        | 7–6(7–2)   |            |
| 2008 | French Open                | Rafael Nadal            | Roger Federer         | 6–1        | 6–3        | 6–0        |            |            |
| 2008 | Wimbledon                  | Rafael Nadal            | Roger Federer         | 6–4        | 6–4        | 6–7(5–7)   | 6–7(8–10)  | 9–7        |
| 2008 | US Open                    | Roger Federer           | Andy Murray           | 6–2        | 7–5        | 6–2        |            |            |
| 2009 | Australian Open            | Rafael Nadal            | Roger Federer         | 7–5        | 3–6        | 7–6(7–3)   | 3–6        | 6–2        |
| 2009 | French Open                | Roger Federer           | Robin Söderling       | 6–1        | 7–6(7–1)   | 6–4        |            |            |
| 2009 | Wimbledon                  | Roger Federer           | Andy Roddick          | 5–7        | 7–6(8–6)   | 7–6(7–5)   | 3–6        | 16–14      |
| 2009 | US Open                    | Juan Martín del Potro☆‡ | Roger Federer         | 3–6        | 7–6(7–5)   | 4–6        | 7–6(7–4)   | 6–2        |
| 2010 | Australian Open            | Roger Federer           | Andy Murray           | 6–3        | 6–4        | 7–6(13–11) |            |            |
| 2010 | French Open                | Rafael Nadal            | Robin Söderling       | 6–4        | 6–2        | 6–4        |            |            |
| 2010 | Wimbledon                  | Rafael Nadal            | Tomáš Berdych†        | 6–3        | 7–5        | 6–4        |            |            |
| 2010 | US Open                    | Rafael Nadal            | Novak Djokovic        | 6–4        | 5–7        | 6–4        | 6–2        |            |
| 2011 | Australian Open            | Novak Djokovic          | Andy Murray           | 6–4        | 6–2        | 6–3        |            |            |
| 2011 | French Open                | Rafael Nadal            | Roger Federer         | 7–5        | 7–6(7–3)   | 5–7        | 6–1        |            |
| 2011 | Wimbledon                  | Novak Djokovic          | Rafael Nadal          | 6–4        | 6–1        | 1–6        | 6–3        |            |
| 2011 | US Open                    | Novak Djokovic          | Rafael Nadal          | 6–2        | 6–4        | 6–7(3–7)   | 6–1        |            |
| 2012 | Australian Open            | Novak Djokovic          | Rafael Nadal          | 5–7        | 6–4        | 6–2        | 6–7(5–7)   | 7–5        |
| 2012 | French Open                | Rafael Nadal            | Novak Djokovic        | 6–4        | 6–3        | 2–6        | 7–5        |            |
| 2012 | Wimbledon                  | Roger Federer           | Andy Murray           | 4–6        | 7–5        | 6–3        | 6–4        |            |
| 2012 | US Open                    | Andy Murray☆            | Novak Djokovic        | 7–6(12–10) | 7–5        | 2–6        | 3–6        | 6–2        |
| 2013 | Australian Open            | Novak Djokovic          | Andy Murray           | 6–7(2–7)   | 7–6(7–3)   | 6–3        | 6–2        |            |
| 2013 | French Open                | Rafael Nadal            | David Ferrer†         | 6–3        | 6–2        | 6–3        |            |            |
| 2013 | Wimbledon                  | Andy Murray             | Novak Djokovic        | 6–4        | 7–5        | 6–4        |            |            |
| 2013 | US Open                    | Rafael Nadal            | Novak Djokovic        | 6–2        | 3–6        | 6–4        | 6–1        |            |
| 2014 | Australian Open            | Stan Wawrinka☆          | Rafael Nadal          | 6–3        | 6–2        | 3–6        | 6–3        |            |
| 2014 | French Open                | Rafael Nadal            | Novak Djokovic        | 3–6        | 7–5        | 6–2        | 6–4        |            |
| 2014 | Wimbledon                  | Novak Djokovic          | Roger Federer         | 6–7(7–9)   | 6–4        | 7–6(7–4)   | 5–7        | 6–4        |
| 2014 | US Open                    | Marin Čilić☆‡           | Kei Nishikori†        | 6–3        | 6–3        | 6–3        |            |            |
| 2015 | Australian Open            | Novak Djokovic          | Andy Murray           | 7–6(7–5)   | 6–7(4–7)   | 6–3        | 6–0        |            |
| 2015 | French Open                | Stan Wawrinka           | Novak Djokovic        | 4–6        | 6–4        | 6–3        | 6–4        |            |
| 2015 | Wimbledon                  | Novak Djokovic          | Roger Federer         | 7–6(7–1)   | 6–7(10–12) | 6–4        | 6–3        |            |
| 2015 | US Open                    | Novak Djokovic          | Roger Federer         | 6–4        | 5–7        | 6–4        | 6–4        |            |
| 2016 | Australian Open            | Novak Djokovic          | Andy Murray           | 6–1        | 7–5        | 7–6(7–3)   |            |            |
| 2016 | French Open                | Novak Djokovic          | Andy Murray           | 3–6        | 6–1        | 6–2        | 6–4        |            |
| 2016 | Wimbledon                  | Andy Murray             | Milos Raonic†         | 6–4        | 7–6(7–3)   | 7–6(7–2)   |            |            |
| 2016 | US Open                    | Stan Wawrinka           | Novak Djokovic        | 6–7(1–7)   | 6–4        | 7–5        | 6–3        |            |
| 2017 | Australian Open            | Roger Federer           | Rafael Nadal          | 6–4        | 3–6        | 6–1        | 3–6        | 6–3        |
| 2017 | French Open                | Rafael Nadal            | Stan Wawrinka         | 6–2        | 6–3        | 6–1        |            |            |
| 2017 | Wimbledon                  | Roger Federer           | Marin Čilić           | 6–3        | 6–1        | 6–4        |            |            |
| 2017 | US Open                    | Rafael Nadal            | Kevin Anderson        | 6–3        | 6–3        | 6–4        |            |            |
| 2018 | Australian Open            | Roger Federer           | Marin Čilić           | 6–2        | 6–7(5–7)   | 6–3        | 3–6        | 6–1        |
| 2018 | French Open                | Rafael Nadal            | Dominic Thiem         | 6–4        | 6–3        | 6–2        |            |            |
| 2018 | Wimbledon                  | Novak Djokovic          | Kevin Anderson        | 6–2        | 6–2        | 7–6(7–3)   |            |            |
| 2018 | US Open                    | Novak Djokovic          | Juan Martín del Potro | 6–3        | 7–6(7–4)   | 6–3        |            |            |
| 2019 | Australian Open            | Novak Djokovic          | Rafael Nadal          | 6–3        | 6–2        | 6–3        |            |            |
| 2019 | French Open                | Rafael Nadal            | Dominic Thiem         | 6–3        | 5–7        | 6–1        | 6–1        |            |
| 2019 | Wimbledon                  | Novak Djokovic          | Roger Federer         | 7–6(7–5)   | 1–6        | 7–6(7–4)   | 4–6        | 13–12(7–3) |
| 2019 | US Open                    | Rafael Nadal            | Daniil Medvedev       | 7–5        | 6–3        | 5–7        | 4–6        | 6–4        |
| 2020 | Australian Open            | Novak Djokovic          | Dominic Thiem         | 6–4        | 4–6        | 2–6        | 6–3        | 6–4        |
| 2020 | US Open                    | Dominic Thiem☆‡         | Alexander Zverev†     | 2–6        | 4–6        | 6–4        | 6–3        | 7–6(8–6)   |
| 2020 | French Open                | Rafael Nadal            | Novak Djokovic        | 6–0        | 6–2        | 7–5        |            |            |
| 2021 | Australian Open            | Novak Djokovic          | Daniil Medvedev       | 7–5        | 6–2        | 6–2        |            |            |
| 2021 | French Open                | Novak Djokovic          | Stefanos Tsitsipas    | 6–7(6–8)   | 2–6        | 6–3        | 6–2        | 6–4        |
| 2021 | Wimbledon                  | Novak Djokovic          | Matteo Berrettini†    | 6–7(4–7)   | 6–4        | 6–4        | 6–3        |            |
| 2021 | US Open                    | Daniil Medvedev☆‡       | Novak Djokovic        | 6–4        | 6–4        | 6–4        |            |            |
| 2022 | Australian Open            | Rafael Nadal            | Daniil Medvedev       | 2–6        | 6–7(5–7)   | 6–4        | 6–4        | 7–5        |
| 2022 | French Open                | Rafael Nadal            | Casper Ruud           | 6–3        | 6–3        | 6–0        |            |            |
| 2022 | Wimbledon                  | Novak Djokovic          | Nick Kyrgios†         | 4–6        | 6–3        | 6–4        | 7–6(7–3)   |            |
| 2022 | US Open                    | Carlos Alcaraz☆†‡       | Casper Ruud           | 6–4        | 2–6        | 7–6(7–1)   | 6–3        |            |
| 2023 | Australian Open            | Novak Djokovic          | Stefanos Tsitsipas    | 6–3        | 7–6(7–4)   | 7–6(7–5)   |            |            |
| 2023 | French Open                | Novak Djokovic          | Casper Ruud           | 7–6(7–1)   | 6–3        | 7–5        |            |            |
| 2023 | Wimbledon                  | Carlos Alcaraz          | Novak Djokovic        | 1–6        | 7–6(8–6)   | 6–1        | 3–6        | 6–4        |
| 2023 | US Open                    | Novak Djokovic          | Daniil Medvedev       | 6–3        | 7–6(7–5)   | 6–3        |            |            |
| 2024 | Australian Open            | Jannik Sinner           | Daniil Medvedev       | 3–6        | 3–6        | 6–4        | 6–4        | 6–3        |
| 2024 | French Open                | Carlos Alcaraz          | Alexander Zverev      | 6–3        | 2–6        | 5–7        | 6–1        | 6–2        |
| 2024 | Wimbledon                  | Carlos Alcaraz          | Novak Djokovic        | 6–2        | 6–2        | 7–6(7–4)   |            |            |
| 2024 | US Open                    | Jannik Sinner           | Taylor Fritz†         | 6–3        | 6–4        | 7–5        |            |            |
| 2025 | Australian Open            | Jannik Sinner           | Alexander Zverev      | 6–3        | 7–6(7–4)   | 6–3        |            |            |
| 2025 | French Open                | Carlos Alcaraz          | Jannik Sinner         | 4–6        | 6–7(4–7)   | 6–4        | 7–6(7–3)   | 7–6(10–2)  |
| 2025 | Wimbledon                  | Jannik Sinner           | Carlos Alcaraz        | 4–6        | 6–4        | 6–4        | 6–4        |            |
| 2025 | US Open                    |                         |                       |            |            |            |            |            |

## Cele mai lungi finale
| Australian Open 2012                                       | Australian Open 2012 | Australian Open 2012 | Australian Open 2012 | Australian Open 2012 | Australian Open 2012 |
| ---------------------------------------------------------- | -------------------- | -------------------- | -------------------- | -------------------- | -------------------- |
| 5 ore și 53 de minute                                      |                      |                      |                      |                      |                      |
| Novak Djokovic                                             | 5                    | 6                    | 6                    | 65                   | 7                    |
| Rafael Nadal                                               | 7                    | 4                    | 2                    | 7                    | 5                    |
| Al patrulea cel mai lung meci major de simplu din istorie. |                      |                      |                      |                      |                      |

| Wimbledon 2009                                                                      | Wimbledon 2009 | Wimbledon 2009 | Wimbledon 2009 | Wimbledon 2009 | Wimbledon 2009 |
| ----------------------------------------------------------------------------------- | -------------- | -------------- | -------------- | -------------- | -------------- |
| 77 game-uri                                                                         |                |                |                |                |                |
| Roger Federer                                                                       | 5              | 78             | 7              | 3              | 16             |
| Andy Roddick                                                                        | 7              | 6              | 65             | 6              | 14             |
| De asemenea, cel mai lung set final într-o finală majoră, după numărul de game-uri. |                |                |                |                |                |

### Per turneu
- Australian Open 2012 finala dintre Djokovic și Nadal. (5h:53)
- French Open 2025 finala dintre Alcaraz și Sinner. (5h:29)
- Wimbledon 2019 finala dintre Djokovic și Federer. (4h:57)
- US Open 1988 finala dintre Wilander șid Lendl, și 2012 dintre Murray și Djokovic. (4h:54)